# Zubna protetika
Zubna protetika je grana stomatologije koja se bavi restauracijom zubnog tkiva, nadomjestkom izgubljenih zuba te obnavljanjem strukture i funkcije žvačnog aparata.

## Povijest
Zubnu protetiku izumio je francuski kirurg Pierre Fauchard krajem 17. stoljeća. Fauchard je otkrio mnoge metode za nadoknadu izgubljenih zuba. Izrađivao je proteze od slonovače. Fauchard je također izumio aparatić za ispravljanje položaja zuba, napravio ih je od zlatne žice i svilenih niti.
Francuski farmaceut Alexis Duchâteau, zajedno s francuskim stomatologom Nicolasom Duboisom de Chementom, napravili su prve porculanske zube 1774.

## Vrste protetike
Zubna protetika se dijeli u tri vrste:
- Fiksna protetika. Fiksne proteze uključuju krunice, implantate, mostove i furnire. Fiksne proteze se najčešće pričvršćuju na postojeće zube. Opće pravilo je da svaki zub može apsorbirati pritisak žvakanja drugog zuba. Za zamjenu dva zuba su potrebna dva uporna zuba.[4] Pojedinačne zubne krunice nisu proteze, već služe za očuvanje zuba, ali u medicinskom sustavu obično su uključene u proteze iz financijskih razloga.
- Protetika koja se može skinuti. Koristi se za protetiku bezubih čeljusti.
- Kombinirana prote

## Popravak tkiva
Istraživači s Japanskog instituta za fizička i kemijska istraživanja su 2015. godine, zajedno s kolegama s Tokijskog sveučilišta za medicinu i stomatologiju, uspjeli uzgojiti nekoliko novih zuba iz tkiva miša, a zatim usaditi nastale zube u čeljust miša.